# Archers of Loaf
Archers of Loaf is een Amerikaanse indierockband, oorspronkelijk opgericht in Chapel Hill (North Carolina) in 1991. De band toerde uitgebreid en bracht vier studioalbums uit, één compilatie, talloze singles en ep's en een live-album dat werd uitgebracht nadat de band ontbond in 1998. In 2011 begon de band aan een reünietournee die samenviel met de heruitgave van vier van hun albums bij Merge Records.

## Bezetting
- Eric Bachmann[4] (zang, gitaar)
- Matt Gentling[5] (basgitaar)
- Eric Johnson[6] (gitaar)
- Mark Price[7] (drums)

## Geschiedenis

### Vroege geschiedenis (1991-1995)
Zanger-gitarist Eric Bachmann, gitarist Eric Johnson, bassist Matt Gentling en drummer Mark Price, allemaal oorspronkelijk uit Asheville, North Carolina, formeerden begin jaren 1990 Archers of Loaf. Eric Bachmann was hoofd-saxofonist-majoor aan de Appalachian State University, voordat hij stopte omdat hij geen orkestleider op de middelbare school wilde zijn. Hun eerste publicatie in 1992 was de 45" single Wrong/South Carolina, gratis weggegeven bij de eerste uitgave van Stay Free! Magazine. De band tekende bij Alias Records en bracht hun tweede single Web in Front uit, die matige radio-airplay op de universiteit kreeg. Het was ook te horen in een aflevering van seizoen vijf van Beavis and Butt-head. Ze brachten hun debuutalbum Icky Mettle uit in 1993, dat door de critici goed werd ontvangen. Criticus Robert Christgau bekroonde zijn op een na hoogste beoordeling van A, die piekte op #18 in de CMJ New Music Monthly Top 150 Album-hitlijsten en die 21 weken in de hitlijsten bleef. In het boek The Pitchfork 500 uit 2008 werd Web in Front een van de 500 beste nummers genoemd van de afgelopen decennia.
In 1994 brachten de Archers of Loaf de ep Vs the Greatest of All Time uit. Het nummer The Greatest of All Time verschijnt echter niet op deze publicatie, maar veeleer op het tweede volledige album Vee Vee, uitgebracht in 1995. Vee Vee volgde een vergelijkbaar patroon als hun vorige opnamen en bevatte het nummer Harnessed in Slums, dat populair werd op de universiteitsradio. Het album kreeg ook veel aandacht buiten het onafhankelijke muziekcircuit, met als hoogtepunt dat de band werd aangesproken door Maverick Records, een divisie van de Warner Music Group, die de band afwees. Bachmann verklaarde later dat hij en de band het aanbod niet echt overwogen hadden. De band stond nog steeds onder contract bij Alias en het veranderen van label zou hen aanzienlijke schulden bij Maverick bezorgen. Bachmann: We hadden al een contract gesloten met Alias en het kost veel geld om hier onderuit te komen. Als we Maverick ons contract hadden laten afkopen, zouden we echter duizenden dollars aan schulden hebben. Op die manier is het echt complex en het was echt niet logisch om dat te doen. De band had nog een reden om het aanbod van Maverick af te wijzen: ze wilden niet geassocieerd worden met de andere spraakmakende bands bij Maverick. De andere bands bij Maverick waren zo slecht, zei Price destijds. Er zijn andere bands bij grote labels die geassocieerd worden met veel shit, maar het is groot genoeg dat er op zijn minst een paar bands zijn die je leuk vindt. Voor ons bij Maverick zouden wij het zijn en Candlebox en Alanis Morissette. In 1995 had de band zijn meest spraakmakende tourneeopening voor Weezer. Het soms onbezonnen geluid van de band viel niet zo goed bij het Weezer-publiek en Gentling zei later over de tournee: Het was niet zo zeer dat we de Weezer-jongens niet leuk vonden, maar de openingsbands worden als stront behandeld door de mensen die werken op de locaties. En wat onze muziek betreft, ik weet niet echt of we allemaal zo compatibel zijn, tenminste live. In 1996 bracht de band The Speed of Cattle uit, een verzameling B-kanten, singles en John Peel-sessienummers.

### Later jaren en ontbinding (1996-1998)
Hun derde studioalbum All the Nation's Airports uit 1996 werd als veel toegankelijker beschouwd dan hun vorige publicaties en was het eerste dat werd gedistribueerd door het grote label Elektra Records (de band was echter nog steeds onder contract bij Alias Records). Het album werd opgenomen in Seattle en nam drie weken in beslag, wat tot dan toe de tijd was dat de band in de studio was om een album te voltooien. Gentling zei over de ervaring: We wisten dat we lang op dit album wilden wachten. We wilden specifiek geen nummers keer op keer te spelen, maar meer aan de toon werken en al onze instrumenten goed krijgen. Het nam meer dan een dag in beslag om de drums goed te laten klinken.
De band toerde uitgebreid ter ondersteuning van de plaat, tot beperkt commercieel succes. Over de tournee zei Bachmann: We kwamen terug en we waren niet echt blij met de manier waarop de tournee verliep. Meestal heb je na het beëindigen van een tournee een algemeen idee van een nummer of twee waar je aan kunt beginnen, maar we kwamen terug en hadden zoiets van 'tjee, wat gaan we doen'? De band viel op dit punt bijna uit elkaar, vanwege een algemeen gebrek aan enthousiasme voor de voortzetting van het project. Echter, na enig zoeken besloten ze voorlopig door te gaan. We dachten dat we er een leuke tijd mee hadden gehad, dus laten we nog een plaat maken, nog een tournee doen en als er geen nieuwe vonk is, gaan we daarna uit elkaar, zei Bachmann over de episode.
Hun laatste lp White Trash Heroes werd uitgebracht in 1998. De stijl van het album week drastisch af van hun eerste drie albums en ontving gemengde recensies van critici. De creatieve onderbreking van het album met het eerdere werk van de band is mogelijk het gevolg van het andere schrijfproces, dat werd gebruikt voor White Trash Heroes. Volgens Bachmann: Dingen werden één voor één vastgelegd, hoewel we er ook veel live speelden, maar ze werden perfecter in elkaar gezet zodat we konden horen wanneer één geluid iets anders in de weg begon te staan. De band deed zijn uiterste best in de studio om te voorkomen dat het schrijven muf werd. Op het nummer Banging on a Dead Drum bijvoorbeeld wisselden de bandleden allemaal van instrument om het gevoel van het nummer op te vrolijken. Johnson speelt drums, Gentling speelt slide-gitaar, Price speelt bas en Bachmann speelt nog steeds gitaar, omdat hij degene was die de song kende.
Deze aanpak maakte het afspelen van nummers van het album van de laatste tournee moeilijker. Bepaalde nummers spelen we nog niet eens, zei Bachmann in een interview tijdens de White Trash Heroes-tournee. We hebben ze niet eens zo goed geleerd door de manier waarop de plaat in elkaar is gezet. Ze zijn niet onmogelijk om te spelen, we hebben ze gewoon nog niet uit de kast gehaald ... naarmate de tijd verstrijkt, leren we meer van de nieuwe en ze zijn goed overgekomen. Tijdens de tournee ter ondersteuning van het album miste Eric Johnson verschillende datums vanwege het werkschema van zijn dagelijkse baan. Brian Causey, gitarist van Man of Astro-man? en vriend van de band, viel in voor de vermiste Johnson. Eind 1998, nadat Price was gediagnosticeerd met en vervolgens geopereerd was aan het carpaletunnelsyndroom, besloot de band ermee te stoppen.

### Projecten na de ontbinding
Bachmann ging verder met meerdere soloprojecten en de band Crooked Fingers. Gentling zorgde voor extra instrumentatie op tournee met de band Superchunk uit North Carolina, evenals een korte periode als live bassist voor Band of Horses, The Poles en Analog Moon. Hij bleef ook werken met Bachmann als medewerker in Crooked Fingers. Johnson bracht in eigen beheer de ep Spooky en een volledige cd uit (oorspronkelijk Spookie J) en volgde een rechtenstudie in North Carolina. Hij blijft spelen en opnemen. In 2000 bracht Alias Seconds Before the Accident uit. Dit project was het eerste officiële live-album van de band en werd opgenomen tijdens hun laatste show in de Cat's Cradle in Carrboro. Het was het laatste album dat door de band werd uitgebracht.

### Reünie (2011-heden)
Op 15 januari 2011 werd Archers of Loaf herenigd om een onaangekondigd optreden te spelen in The Cat's Cradle in Carrboro, North Carolina. Ze openden voor de lokale act The Love Language. Op 29 mei 2011 traden ze op tijdens de Sasquatch! Music Festival buiten Seattle, Washington, dat werd opgenomen voor uitzending en archivering door NPR Music en KEXP-FM. De band werd door Les Savy Fav gekozen om op te treden op het ATP Nightmare Before Christmas-festival, dat ze in december 2011 mede samenstelden in Minehead in het Verenigd Koninkrijk. Op 25 juni 2011 speelde de band hun nummer Wrong bij NBC's Late Night with Jimmy Fallon. De band bleef toeren in 2011 en 2012, terwijl hun backcatalogus opnieuw werd uitgegeven door Merge Records. Bachmann heeft in interviews verklaard dat zijn denkprocessen rond de band in de loop van de tijd zijn veranderd en dat zijn relaties met het oudere materiaal ook anders zijn: In wezen, voordat ik een 20-jarige jongen was die dat spul speelde, kreeg ik wat gevoel van voldoening of kracht. Ik voelde me zelfverzekerd om voor mensen te spelen. Nu voel ik die voldoening of die kracht niet. De beloning die ik nu krijg, is dat ik uitga en dat mensen het leuk vinden om te horen. Mijn relatie met de songs moest veranderen en in dat licht vind ik ze allemaal leuk.
Gevraagd naar de toekomstplannen van de band, sloot Bachmann een nieuw album niet uit, maar merkte op dat het niet iets was dat aan de horizon lag na de reünietournee. Het ergste dat Archers of Loaf kan doen, is iets forceren en het een slechte versie laten zijn van iets dat we al hebben gedaan. Het zal een voorwaartse stap moeten zijn. Ik wil de 25-jarige oude jongen die de songs schrijft die ik nu met die drie andere jongens zou doen, dus daar moeten we over nadenken. Ze zijn op die manier heel goed om mee te werken. Het is niet uitgesloten, omdat iedereen op dezelfde manier denkt. Niemand wil Icky Mettle 2 doen.
De live concertdocumentaire What Did You Expect?, waarin de optredens van de band in augustus 2011 in The Cat's Cradle werden vastgelegd, werd uitgebracht in 2012. De film werd geregisseerd door Gorman Bechard. In 2015 bracht de band het dubbelalbum Curse of the Loaf uit, de door Brian Paulson geproduceerde concertaudio van de documentaire. Het luxe pakket bevatte ook de originele poster van de twee nachten in Cat's Cradle, evenals een kopie van de film. In een interview uit 2018 met Eric Bachmann zei hij dat alle leden van Archers of Loaf aan boord zijn met het idee om te hervormen en een nieuwe plaat te maken. In november 2019 plaatste de band de video The Return Of The Loaf op hun YouTube-kanaal, snakkend naar nieuwe muziek. Op 20 februari 2020 brachten de Archers of Loaf Raleigh Days digitaal uit, hun eerste nieuwe muziek sinds 1998.

## Popcultuur
- In de driedelige aflevering Heart of Archness, de hoofdpersonage Heart of Archness noemt Sterling Archer in drie delen de Archers of Loafcrosse.
- The Archers of Loaf nummer South Carolina was te zien op de soundtrack van de tv-show My So-Called Life.
- Vermeld in het nummer Jerks of Attention van de Australische indierockband Jebediah.
- The Archers of Loaf nummer Harnessed in Slums was te zien op de soundtrack van de film The Boys Club.
- Teksten uit het Archers of Loaf-nummer Chumming the Ocean zijn te zien in het nummer I Will Play My Game Beneath the Spin Light van de alternatieve rockband Brand New uit Long Island.
- Een poster van Archers of Loaf is te zien in Josh's kamer in de film uit 2000 Road Trip .
- Het Archers of Loaf-nummer Web in Front was te zien op de soundtrack van de film Mallrats.
- Een poster van Archers of Loaf is te zien op de deur van de Cyberdelia-club in de film uit 1995 Hackers.

## Discografie

### Albums
- 1993, 2011: Icky Mettle (Alias, Merge Records)
- 1995, 2012: Vee Vee (Alias, Merge Records)
- 1996, 2012: All the Nations Airports (Alias, Merge Records)
- 1998, 2012: White Trash Heroes (Alias, Merge Records)

### Ep's en andere verzamelingen
- 1994: Vs the Greatest of All Time (Alias)
- 1996: The Speed of Cattle (Alias)
- 1997: Vitus Tinnitus (Alias)
- 2000: Seconds Before the Accident (Alias)
- 2015: Curse of the Loaf (ARRA)

### Singles
- 1992: Wrong/South Carolina (Stay Free)
- 1993: The Loaf's Revenge (bevat Web In Front/Bathroom/Tatyana) (Alias)
- 1994: The Results After the Loaf's Revenge (bevat What Did You Expect?/Ethel Merman) (Merge Records)
- 1994: Telepathic Traffic/Angel Scraper split met Monsterland, (Radiopaque)
- 1994: Funnelhead/Quinnbeast split met Treepeople, (Sonic Bubblegum)
- 1995: Harnessed in Slums/Telepathic Traffic (Alias)
- 1995: Mutes in the Steeple/Smoking Pot in the Hot City (Esther)
- 1996: Vocal Shrapnel/Density (Alias)
- 1997: Jive Kata (Alias)
- 2020: Raleigh Days (Merge Records)